# Klippsmygar
Klippsmygar (Acanthisittidae) är en familj med små tättingar som är endemiska för Nya Zeeland. Man känner till sex till sju arter uppdelade i fyra till fem släkten. Merparten av dessa arter är utdöda och idag finns det bara kvar två arter av denna familj.
De bildar en väl separerad utvecklingslinje bland tättingarna, men deras placering inom denna ordning har varit mycket omdiskuterat. De har vid olika tillfällen placerats både bland oscinerna och suboscinerna. Senare forskning stödjer dock uppfattningen att de istället utgör en tredje, mer ursprunglig systergrupp, som beskrivits som undergruppen Acanthisitti och som inte har några idag förekommande nära släktingar.
Att de kallas "smygar" beror på deras likhet, både vad gäller morfologi och beteende, med gärdsmygar (Troglodytidae) men med vilka de inte finns något närmre släktskap.
Klippsmygarna är mestadels skogslevande insektsätare, där arten bergklippsmyg (Xenicus gilviventris) bara förekommer i alpina områden. Båda de återstående arterna är dåliga flygare och fyra eller fem av de återstående utdöda arterna misstänks ha varit flygoförmögna. De är de enda tättingar, tillsammans med en fältsparv från Kanarieöarna, som har förlorat sin förmåga att flyga. De arter vars fjäderdräkt är känd har bruna eller gröna färger. De bildar monogama par som placeras sina små bon i träd eller bland stenar. De är nattaktiva och som merparten av Nya Zeelands tättingar är de stannfåglar.
Som för många andra fågelarter på Nya Zeeland så innebar människans kolonisering av öarna, och det däggdjur som då också introducerades, en stor påfrestning för klippsmygarna och flera arter har dött ut sedan människans ankomst. Sydöklippsmyg (Pachyplichas yaldwyni) och långnäbbad klippsmyg (Dendroscansor decurvirostris) är bara kända genom fossila lämningar och dog ut sedan maorierna tillsammans med den polynesiska råttan (Rattus exulans) kom till öarna. Även kivismygen (Traversia lyalli), utrotades då från huvudöarna och överlevde bara som en reliktpopulation på Stephen's Island i Cooksundet. Denna art utrotades senare i och med att fyrvaktaren David Lyall kom till den obebodda ön 1894 tillsammans med sin katt Tibbles. Under loppet av några månader lyckade katten utrota den sista spillran av denna för vetenskapen tidigare okända, flygoförmögna, klippsmyg. Buskklippsmygen (Xenicus longipes) dog ut först 1972. Av de två kvarvarande arterna så är fortfarande klättersmyg (Acanthisitta chloris) vanlig på både norra och södra ön medan bergklippsmyg (Xenicus gilviventris) bara återfinns i de alpina områdena på södra ön och kategoriseras som sårbar.

## Taxonomi och evolution
Klippsmygarnas taxonomi har debatterats livligt sedan man upptäckte dessa arter. Redan tidigt stod det dock klart att det rörde sig om en ovanlig familj med fåglar. Den första fågeln i familjen som beskrevs av europeiska vetenskapsmän var klättersmyg som under det vetenskapliga namnet Sitfa chloris beskrevs av Linnélärjungen Anders Sparrman 1787. Denna art placerades sedan i en mängd olika släkten, däribland Motacilla, Sylvia och Acanthiza fram till 1842 då Lafresnaye placerade arten i det egna släktet Acanthisitta. Det som särskiljer klippsmygarnas anatomiskt från andra familjer är att syrinx är placerad i bronkerna och saknar egentlig muskulatur. Detta upptäcktes av Henry Ogg Forbes 1882 och eftersom fenomenet bara återfinns hos vissa suboscina arter placerade Forbes därför klippsmygarna som närmst besläktade med de suboscina familjerna kotingor (Cotingidae) och juveltrastar (Pittidae). Samtidigt föreslog han att klippsmygarna utgjorde en egen familj som han namnade Xenicidae, men den svenske ornitlogen Carl J. Sundevall hade för gruppen redan 1872 använt det vetenskapliga underfamiljsnamnet Acanthisittinae, vilket resulterade i att klippsmygarna fick det vetenskapliga familjenamnet Acanthisittidae. Senare spekulerades det i om gruppen inte var närmre besläktad med den suboscina familjerna ugnfåglar (Furnariidae) och myrfåglar (Thamnophilidae). Efter Sibleys jämförande studier från 1970 av äggviteämnen flyttades de till oscinerna, men senare studier, inklusive studien med DNA-DNA hybridisering från 1982, pekade mot att familjen istället utgjorde en systergrupp till subocinerna och oscinerna. Denna teori har sedan visat sig vara den mest hållbara och klippsmygarna kan utgöra en utvecklingslinje av överlevande tättingar som isolerades när Nya Zeeland bröts loss från Gondwana för 82-85 miljoner år sedan.. Dock har resultat av senare studier motsatt sig förekomsten av en för-paleogen förekomst av tättingar.
De kända klippsmygarna är alla nära besläktade med varandra och anses härstamma från ättlingar som överlevde den genetiska flaskhals som oligocen innebar då merparten av Nya Zeeland låg under vatten på grund av transgression.
Det finns liten kunskap om släktskapet inom familjen. Idag finns det två förekommande släkten: Acanthisitta med sin enda art klättersmyg och Xenicus som omfattar bergklippsmygen och den nyligen utdöda buskklippsmygen (Xenicus longipes). Idag placeras kivismygen i släktet Traversia. Sydöklippsmyg (Pachyplichas yaldwyni) som är känd från fossil, placeras i det egna släktet Pachyplichas behandlades ursprungligen som två arter men nyare studier motsäger detta. Det sista släktet inom familjen är Dendroscansor, som också är monotypiskt och vars enda art, långnäbbad klippsmyg (Dendroscansor decurvirostris), enbart är känd från fossil.

### Släkten, arter och underarter
Släkte Acanthisitta
- Klättersmyg (Acanthisitta chloris) Sparrman, 1787
  - Acanthisitta chloris chloris
  - Acanthisitta chloris granti Mathews & Iredale, 1913

Släkte Xenicus
- †Buskklippsmyg (Xenicus longipes) (Gmelin, 1789)
  - †Xenicus longipes longipes
  - †Xenicus longipes stokesii G. R. Gray, 1862
  - †Xenicus longipes variabilis Stead, 1936
- Bergklippsmyg (Xenicus gilviventris) (Pelzeln, 1867)

Släkte Traversia
- †Kivismyg (Traversia lyalli) (Rothschild, 1894) - har tidigare placerats i Xenicus

Släkte Pachyplichas
- †Nordöklippsmyg (Pachyplichas jagmi)
- †Sydöklippsmyg (Pachyplichas yaldwyni)

Släkte Dendroscansor
- †Långnäbbad klippsmyg (Dendroscansor decurvirostris) (Millener & Worthy, 1991)

## Utbredning, biotop och förflyttningar
Klippsmygarna har en endemisk utbredning på de två nyzeeländska huvudöarna tillsammans med landets kustnära öar. De har aldrig återfunnits på någon av de yttre belägna öarna. Före människans ankomst till Nya Zeeland hade klippsmygarna en omfattande utbredning på Nordön och Sydön, inklusive Stewart Island. Utbredningsområdet för klättersmyg och Xenicus longipes omfattade skogar med träd av sydbokssläktet och lövskogar med träd av släktet Podocarpus där Xenicus longipes även förekom i biotoper med strandskog och buskmark. Det senare gällde speciellt för underarten som levde på Stewart Island. Bergsklippsmygen är specialiserad för att leva i alpina miljöer, i områden med långa buskar och rasbranter på höjder från 900 m upp till 2400 m. Fossila fynd visar att bergsklippsmygen, som idag bara förekommer på Nya Zeelands sydö, var förr mycket vanligare och hade ett större utbredningsområde på Nordön. Förr trodde man att Traversia lyalli förekommit på den lilla ön Stephens Island, men fossila fynd har visat att arten en gång i tiden hade en omfattande utbredning på både Sydön och Nordön. Tjockbent klippsmyg har på samma sätt förekommit på båda dessa öar medan fossil av långnäbbad klippsmyg bara har återfunnits på Sydön.

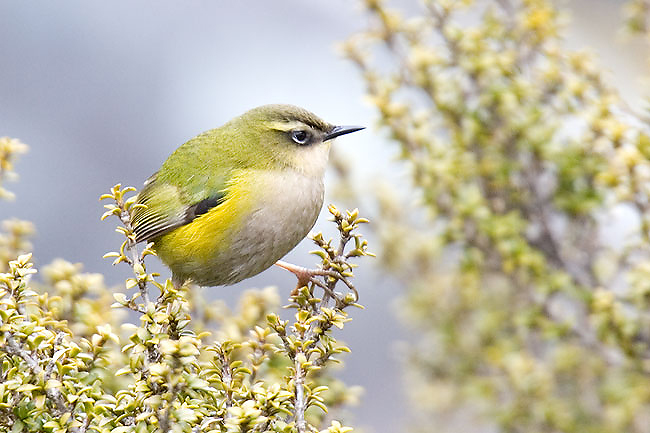
Utbredningsområdet under vintern för bergklippsmyg är fortfarande en gåta för vetenskapen.

Efter vågen av utrotning och habitatförstörelse som följde i spåren på människans och däggdjurens intåg på Nya Zeeland så har klippsmygarna utbredningsområde minskat drastiskt. Bergsklippsmyg återfinns idag bara på Sydön och dess antal minskar. Utbredningsområdet för klättersmyg minskade först i takt med att deras ursprungliga skoghabitat försvann men har senare koloniserat barrträdsplantage, främst med den introducerade montereytallen (Pinus radiata). Arten förekommer också i andra typer av biotoper skapade av människan om de angränsar till artens mer ursprungliga habitatval.
Som alla Nya Zeelands tättingar så betecknas klippsmygarna som stannfåglar, och anses inte genomföra några säsongsbundna förflyttningar. Det är inte känt om de utdöda arterna var flyttfåglar, men det anses högst osannolikt, då tre av arterna var flygoförmögna. Bergsklippsmyg är i detta sammanhang ett ornitologiskt mysterium, då de förmodas leva ovanför snögränsen under vinterhalvåret, och att då finna föda borde vara extremt svårt. Studier har inte givit några bevis för att de genomför höjdmässiga förflyttningar under vintertid, men arten går inte heller att finna på sina normala häckningsområden. Det misstänks att de kanske går in i en typ av dvala, liksom vissa kolibrier och ett antal australiska tättingar, i varje fall under en del av vintern, men det finns än så länge inga bevis för denna hypotes.

## Morfologi och anatomi
Klippsmygarna är mycket små fåglar. Klättersmygen är exempelvis Nya Zeelands minsta fågelart. Deras längd varierar från 7 till 10 cm, och deras vikt från klättersmygen som väger så lite som 5-7 gram, till den utdöda Pachyplichas yaldwyni med en uppskattad vikt på cirka 50 gram. Bergklippsmygen (och förmodligen även buskklippsmygen) väger mellan 14 och 22 gram, och den utdöda långnäbbade klippsmygen ungefär 30 gram. 
Det som särskiljer klippsmygarnas anatomiskt från andra familjer är att syrinx är placerad i bronkerna och saknar egentlig muskulatur. Klippsmygarnas fjäderdräkt är bara känd hos de fyra arter som observerats av europeiska vetenskapsmän. Alla dessa arter har dovt grön och brun fjäderdräkt, och alla, utom kivismygen har ett tydligt ögonbrynsstreck. Honans och hanens fjäderdräkt är lika hos kivismyg och buskklippsmyg , bergklippsmygen uppvisar viss sexuell dimorfism, vad gäller fjäderdräkten, medan dessa skillnaderna är stor hos klättersmygen, där hanen har en starkt grönfärgad undersida medan honan är mer dovt brunfärgad undertill.
Både klättersmygen och bergklippsmygen, det vill säga de arter som inte är utdöda, uppvisar sexuell dimorfism vad gäller storlek och det är honan som är större än hanen vilket är mycket ovanligt bland tättingar Honan hos klättersmygen uppvisar även andra skillnader från hanen då hon har en något mer uppåtböjd näbb och en längre bakklo.
Klippsmygarna utvecklades i avsaknad av däggdjur under miljontals år, och vissa arter inom familjen har förlorat sin förmåga att flyga. Tjockbent klippsmyg, långnäbbad klippsmyg och lyallklippsmyg förmodas ha varit flygoförmögna. Bröstbenskammen hos dessa tre arter är kraftigt reducerade och fjädrarna hos kivismyg indikerar också att den inte kunde flyga. Historiska källor berättar om att den sistnämnda snarare rusade omkring på marken istället för att flyga.